# Попов, Александр Петрович (архитектор)
Алекса́ндр Петро́вич Попо́в, 3-й (1828 — 6 января 1904, Москва) — русский архитектор и преподаватель, академик архитектуры Императорской Академии художеств. По его проектам было построено несколько зданий в Москве в конце XIX века.

## Биография
Александр Петрович Попов родился в 1828 году. Окончил Императорскую Академию художеств. В течение обучения получал награды Академии художеств: малая серебряная медаль (1853) за «Проект загородного манежа на два вольта», большая серебряная (1856) за программу «Биржа», малая золотая (1857) за программу «Проект высшего театрального училища на 100 человек и при нём театра на 1200 человек», большая золотая медаль (1860) за «проект биржи с пакгаузами, таможней и пр.». Звание классного художника архитектуры 1-й степени (1860). Пенсионер Академии художеств (с 1862). Получил звание академика архитектуры (1870).
В 1872—1875 годах работал в Санкт-Петербурге. В 1875 году был назначен сверхштатным младшим помощником главного архитектора Комиссии для постройки храма Христа Спасителя. С 1880 года преподавал в Московском училище живописи, ваяния и зодчества. С 1883 года работал архитектором в Петровской академии. С 1886 года — архитектор почтамта. В 1888—1903 годах служил смотрителем храма Христа Спасителя. С 1888 года являлся членом Комиссии по возведению университетских клиник на Девичьем Поле. Член Петербургского общества архитекторов и Московского архитектурного общества.
Имел награды: орден Святого Станислава 2-й (1883) и 3-й (1878) степени.
Умер в Москве 6 января 1904 года. Похоронен на Ваганьковском кладбище; могила утрачена.
Женат на Анне Архиповне. Сын Михаил, 11 июля 1883 года рождения.

## Проекты и постройки

### Москва
- Оформление залов в здании Государственного исторического музея (1883);
- Храм Александра Невского при Александровском убежище (1883; не сохранился);
- Церковь Троицы Живоначальной при детской больнице святого Владимира. Рубцовско-Дворцовая улица, 1/3, корп. 17 (1883);
- Перестройка храма Всех Святых во Всехсвятском. Ленинградский проспект, 73 (1886);
- Елизаветинский детский приют. Архангельский переулок, 17 (1892);
- Дом призрения заслуженных престарелых членов почтово-телеграфного ведомства Московского почтамта. Мясницкая улица, 26а, стр. 3 (1898), объект культурного наследия регионального значения.

### Санкт-Петербург
- Доходный дом К. А. Тона. Садовая улица, 71 (1873—1874)[10].

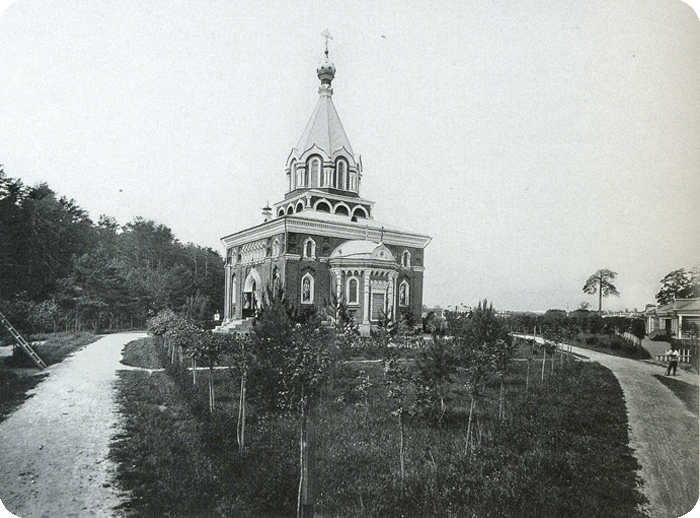
Храм Александра Невского при Александровском убежище.
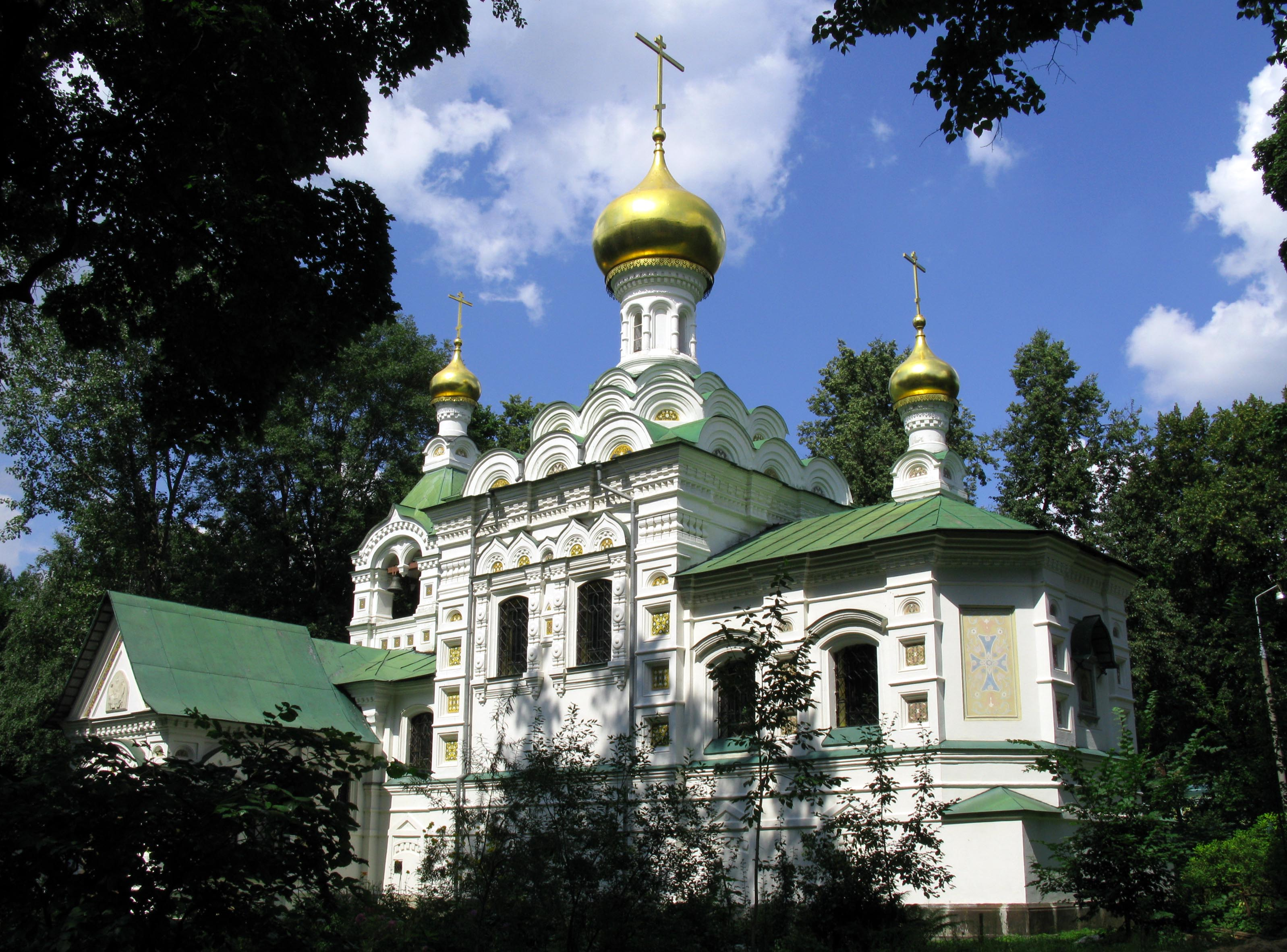
Церковь Троицы Живоначальной при детской больнице Святого Владимира

## Память
В честь Александра Петровича Попова был назван Попов проезд, расположенный рядом с больницей Святого Владимира, для которой архитектор построил церковь.